# 若竹町 (臺南市)
若竹町，為台灣日治時期臺南州臺南市地名，位於竹篙厝，為現今臺南市東區的一部分。

## 介紹
此地名出現於昭和12年（1937年），為臺南市都市擴張發展後，地方政府預定設立的新町名之一，其他新設的町尚有青葉町、伏見町、水道町、白川町、乃木町、汐見町、昭和町。若竹町位在竹篙厝位於鐵路縱貫線至糖業試驗所一帶，其北側與東門町為界，西側為乃木町和青葉町。
然而由於日本戰敗，此一行政區劃始終未正式實施，僅作為一般稱呼。

## 町內設施
- 糖業試驗所
- 竹溪
- 臺南州立農業試驗場
- 臺南州立農事試驗場宿舍群
- 西部棉作指導所